# إيليزا ريد
إيليزا ريد (بالآيسلندية: Eliza Reid)‏ هي كاتِبة آيسلندية وكندية، ولدت في 1976 في أوتاوا في كندا.

## حياتها وتعليمها
ولدت ريد في 5 مايو 1976 في أوتاوا، أونتاريو، كندا. وانتقلت مع عائلتها إلى أشتون، أونتاريو، عندما كانت طفلة. وبعد انتقالها، التحقت بمدرسة بيل الثانوية في نيبين، أونتاريو. وعندما كانت طالبة في كلية ترينيتي، جامعة تورنتو، أصبحت باحثة في الكورال وشغلت منصب رئيس الكلية. بعد انتقالها إلى آيسلندا غنت لجوقة هالغريمسكيركيا موتيه. وبعد تخرجها من جامعة تورنتو بدرجة البكالوريوس في العلاقات الدولية، ذهبت إلى كلية سانت أنتوني، جامعة أكسفورد، لإكمال درجة الماجستير في التاريخ الحديث.

## وصلات خارجية
- الموقع الرسمي